# José Azcona del Hoyo
José Azcona del Hoyo, né le 26 janvier 1927 à La Ceiba et mort le 24 octobre 2005 à Tegucigalpa, est un homme d'État hondurien. Il est président de la République du 27 janvier 1986 au 27 janvier 1990.

## Biographie
Membre du Parti libéral du Honduras depuis 1962, il doit attendre 1980 pour être élu au parlement en raison de la prise de pouvoir par les militaires en 1973. Le Parti libéral du Honduras obtient d'ailleurs la majorité des sièges à l'occasion des élections de 1980, et Azcona devient ministre des communications, des travaux publics et des transports.
Le Parti libéral se présente divisé à l'élection présidentielle du 24 novembre 1985 avec pas moins de quatre candidats. Azcona est élu.
Durant son mandat, il a à gérer les conséquences de la guerre civile au Nicaragua voisin entre les Contras et le Front sandiniste de libération nationale dans son pays. En 1988, face une offensive majeure sandiniste contre les Contras installé à la frontière entre le Honduras et le Nicaragua, il autorisa les forces américaines à faire une démonstration de force lors de l'opération Golden Pheasant.
En 2017, son ancien vice-président Jaime Rosenthal Oliva est arrêté en raison de sa collaboration avec le cartel des Cachiros.